# Mose (Michelangelo)
Mose är en marmorskulptur utförd av Michelangelo 1513–1515. Skulpturen var ursprungligen ämnad att ingå i skulpturprogrammet för påven Julius II:s monumentala grav i Peterskyrkan. Julius II dog 1513 och av projektet blev det dock endast ett väggmonument. Mose avbildas sittande med lagens tavlor.
Skulpturerna i väggmonumentets övre våning avbildar i mitten Jungfru Maria med Jesusbarnet och framför dem den liggande Julius II. En sibylla och en profet sitter på ömse sidor. I den lägre våningen flankeras Mose av Rakel och Lea. Endast de tre sistnämnda skulpturerna är av Michelangelos hand.

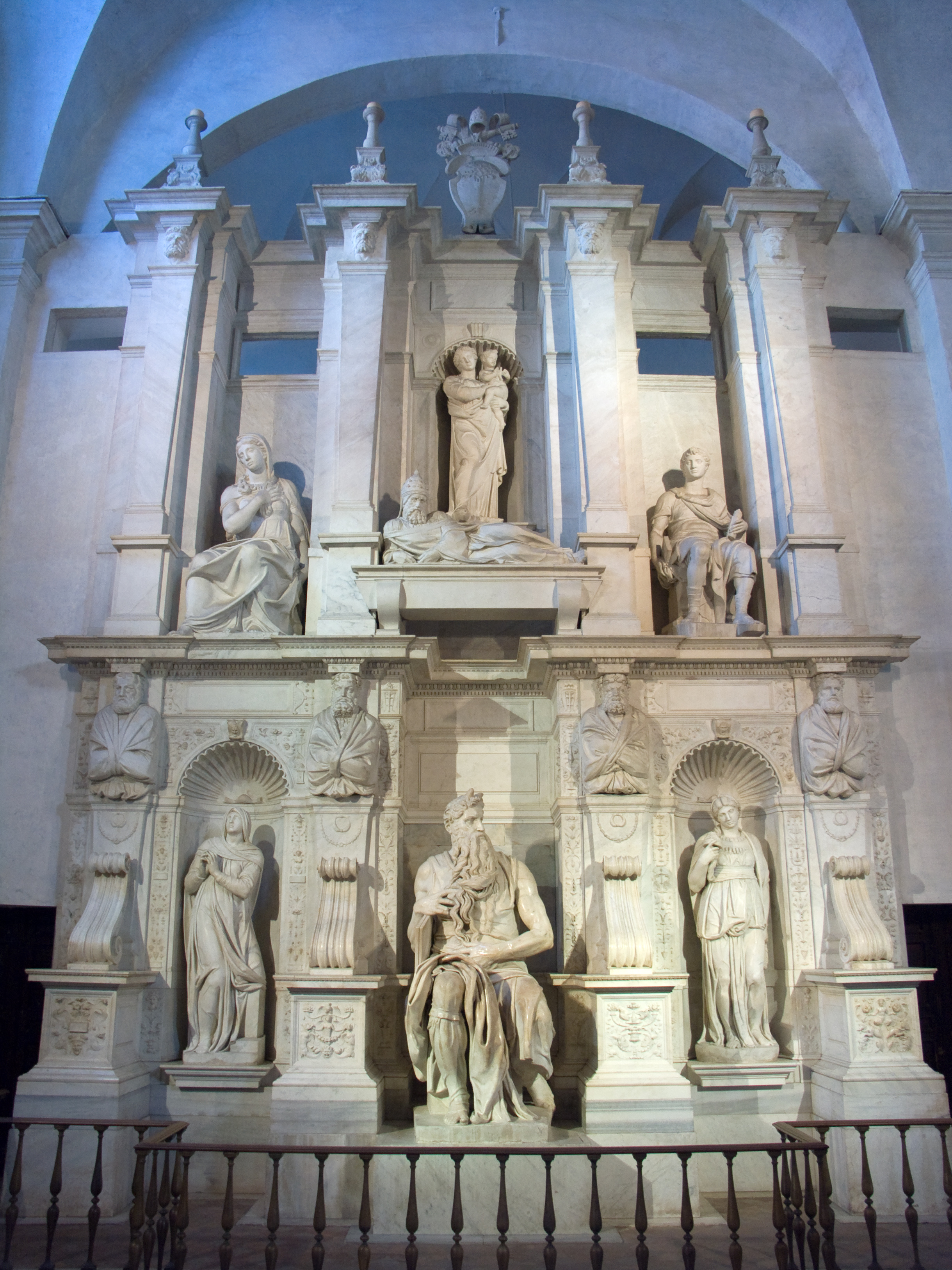
Julius II:s gravmonument
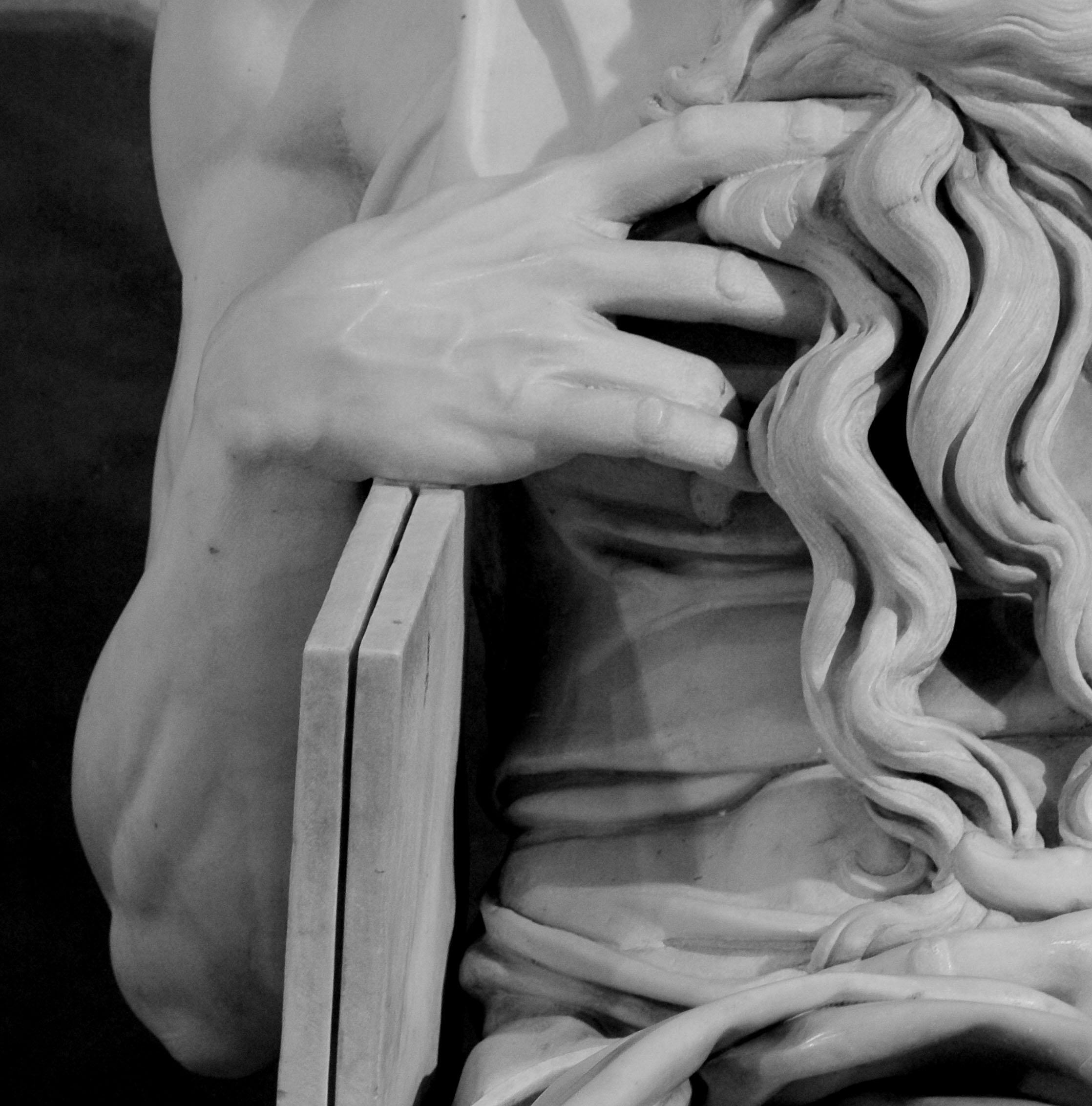
Detalj som visar lagens tavlor